# Kemény Lajos (orvos)
Kemény Lajos (Szeged, 1959. április 14. –) Széchenyi-díjas magyar orvos, bőrgyógyász, immunológus, allergológus, egyetemi tanár, a Magyar Tudományos Akadémia rendes tagja. A Szegedi Tudományegyetem Általános Orvostudományi Kar (ÁOK) Szent-Györgyi Albert Klinikai Központ Bőrgyógyászati és Allergológai Klinika igazgatója, tanszékvezető egyetemi tanára, az MTA–SZTE Dermatológiai Kutatócsoport vezetője,  a Szegedi Tudományegyetem rektorhelyettese.

## Életpályája
A szegedi Tömörkény István Gimnázium falai között végezte középiskolai tanulmányait. 1983-ban szerzett általános orvosi diplomát a Szegedi Orvostudományi Egyetemen (SZOTE).
Orvosi diplomája megszerzése óta a SZOTE (2000-től a jogutód Szegedi Tudományegyetem) Bőrgyógyászati és Allergológiai Klinikán dolgozik, 1987-ig klinikai orvosként, majd 1993-ig tanársegédként. Közben 1990-ben elnyerte az orvostudomány kandidátusa fokozatot, és 1990-től 1991-ig Humboldt-ösztöndíjasként a müncheni Lajos–Miksa Egyetem Bőrklinikáján kutatott. 1993-ban adjunktussá nevezték ki, 1996-ban habilitált, 1997-ben pedig megkapta a docensi címet.
1998-ban megszerezte az MTA doktora fokozatot. 2001-ben vendégprofesszorként a düsseldorfi Heinrich Heine Egyetem Bőrgyógyászati Klinikáján folytatott kutatást. 2002-ben egyetemi tanári kinevezést kapott. 2004-ben az SZTE Szent-Györgyi Albert Klinikai Központ Bőrgyógyászati és Allergológiai Klinikán tanszékvezetői beosztásba került. 2006-tól 2014-ig az SZTE ÁOK dékánhelyettese, majd 2014-től az SZTE tudományos és innovációs rektorhelyettese. 2007-től az SZTE ÁOK Klinikai Orvostudományok Doktori Iskola vezetője. 2019-ben a Magyar Tudományos Akadémia levelező, 2025-ben rendes tagjává választották.
A fényterápia, a biotechnológia és a molekuláris biológia kapcsán 23 szabadalommal rendelkezik.
„Elsők között mutatott ki HHV8 vírust klasszikus Kaposi-sarcomában és Merkel-sejtes polyomavírust Merkel-sejtes carcinomában. Elsőként azonosított bőr és hüvely nyálkahártya hámsejtjein baktériumok felismerésére szolgáló Toll-like receptorokat, leírta a természetes immunitásban betöltött szerepüket. Megállapította, hogy a bőrben a P. acnes filotípus specifikus módon fokozza a gyulladást keltő citokinek képződését, és hozzájárul az akneban látott gyulladás kialakulásához. Hámsejtekben az UV sugárzás sejtszintű hatásában fontos szerepet betöltő fehérjét (COP1) azonosított. Kutatócsoportja fejlesztette ki bőrbetegségek kezelésére a xenon-klorid excimer lézerkezelést. Elsőként alkalmazott xenon-klorid excimer lézerkezelést pikkelysömörben, festékhiány-betegségben és atopiás dermatitisben. Új fényterápiás kezelési eljárást dolgozott ki a szénanátha kezelésére. ”

## Szervezeti tagságok
- European Society for Dermatological Research (ESDR), vezetőségi tag (1996–1999)
- ESDR Eastern European Committee, elnök (1996–1999)
- Német–Magyar Dermatológiai Társaság, tudományos tanácstag (1996–1998)
- Német–Magyar Dermatológiai Társaság, magyar elnök (1998–2002)
- Magyar Dermatológiai Társulat (MDT), vezetőségi tag (1996– )
- Magyar Dermatológiai Társulat (MDT), főtitkár (1998–2001)
- Magyar Dermatológiai Társulat (MDT), alelnök (2007–2008)
- Magyar Dermatológiai Társulat (MDT), elnök (2008~2010)
- Magyar Immunológus Társaság, vezetőségi tag (1996~ )
- Magyar Immunológus Társaság elnöke (2010-2013)
- Magyar Allergológiai és Klinikai Immunológiai Társaság, vezetőségi tag (2003– )
- Deutsche Dermatologische Gesellschaft, levelező tag (2007–)
- European Academy of Dermatology and Venerology vezetőségi tagja (2012- )
- Bőr- és Nemibetegségek Szakmai Kollégiumának elnöke, 2009-2011, tagozat elnöke (2011- )
- ETT Klinikai Kutatási Bizottság tagja (2014- )
- Nemzetközi Kutatási Infrastruktúra Felmérés és Útiterv (NEKIFUT) Projekt Élettudományok Munkacsoport tagja (2014- )
- MTA Orvosi Tudományok Osztálya „Az embrionális és szöveti őssejtek kutatását és terápiás felhasználását vizsgáló akadémiai munkacsoport” tagja (2009-2010)
- MTA II. sz. Doktori Bizottság titkára (2011- 2017)
- MTA Kutatási Infrastruktúra Elnöki Bizottság (KIEB) tagja (2012- )
- MTA V. Orvosi Tudományok Osztálya Klinikai Tudományos Bizottság képviselője (2013- )
- MTA V. Orvosi Tudományok Osztálya Klinikai Tudományos Bizottság elnöke (2017- )[3][4]
- MTA Bolyai János Kutatási Ösztöndíj Kuratórium, Szakértői Kuratóriumának tagja, 2010-, kollégiumi tag (2013- )
- MTA Bolyai János Kutatási Ösztöndíj Kuratórium V. Orvosi Tudományok Kollégiumának elnöke (2016- )

## Közéleti és tudományos tevékenységei
- SZTE ÁOK, Kari Tanács, tag (1997– )
- SZTE Akkreditációs Bizottság, tag (2001-)
- Szegedi Tudományegyetem Általános Orvostudományi Kar, dékánhelyettes (2006–2014)
- Szegedi Tudományegyetem Szent-Györgyi Albert Orvos- és Gyógyszerésztudományi Centrum, elnökhelyettes (2006-2007)
- SZTE Szent-Györgyi Albert Klinikai Központ Klinikai Stratégiai Bizottság, elnök (2007-)
- SZTE Klinikai Kutatásokat Koordináló Központ, elnök (2007-2014)
- SZTE tudományos és innovációs rektorhelyettes (2014- )
- SZTE Egyetemi Tudományos Tanács elnöke (2014- )

## Díjai, elismerései
- Fekete Zoltán Alapítvány díja (1985, 1987)
- Fiatal Dermatológusok Fórumán első helyezés (1987)
- Szegedi Akadémiai Bizottság (SZAB) pályadíj az „Adatok a dithranol dermatitis patomechanizmusához” című pályamunkáért (1989)
- European Society for Dermatological Research díja (1992)
- III. helyezés az „Emanuele Stablum” nemzetközi bőrgyógyászati pályázaton (1992)
- Cserháti István Emlékérem és Díj (1992)
- Akadémiai Ifjúsági Díj (1993)
- Hermal Díj (1996)
- Paul-Martini Díj (1998)
- MTA kitüntetés: „A régió kiemelkedő tudományos teljesítményt nyújtó fiatal kutatója” (1998)
- Poszterdíj: 22. Jahrestagung der VOD (1999)
- Bőrgyógyászati és Venerológiai Szemle 1999. évi nívódíja (1999)
- 1999/2000. tanév legjobb oktatója cím (2000)
- Novicardin-díj (2004)
- Humboldt-ösztöndíj (1990-1991)
- Széchenyi Professzori Ösztöndíj (1997-2001)
- Széchenyi István Ösztöndíj (2001-2002)
- Siaron Miklós-díj (1996)
- Akadémiai Díj (2010)
- Batthyány-Strattmann László-díj (2010)[5]
- Szentágothai János Tapasztalt Kutatói Ösztöndíj (2013)
- Leo von Zumbusch-díj (2017)
- Kesztyűs Loránd Emlékérem (2019)
- Akadémiai-Szabadalmi Nívódíj (2019)
- Széchenyi-díj (2021)
- A Szegedért Alapítvány Szőkefalvi-Nagy Béla-díja (2022)

## Művei[6]

### Könyvei
- Kárpáti Sarolta–Kemény Lajos–Remenyik Éva: Bőrgyógyászat és venerológia, Medicina Könyvkiadó, Budapest, 2013. ISBN 978 963 226 392 2

### Cikkei
- Szell M, Danis J, Bata-Csorgo Z, Kemeny L: PRINS, a primate-specific long non-coding RNA, plays a role in the keratinocyte stress response and psoriasis pathogenesis, PFLUGERS ARCHIV-EUROPEAN JOURNAL OF PHYSIOLOGY 468: (6) pp. 935–943, 2016.
- Tax G, Urban E, Palotas Z, Puskas R, Konya Z, Biro T, Kemeny L, Szabo K: Propionic Acid Produced by Propionibacterium acnes Strains Contri-butes to Their Pathogenicity, ACTA DERMATO-VENEREOLOGICA 96: (1) pp. 43–49, 2016.
- Varga E, Korom I, Polyanka H, Szabo K, Szell M, Baltas E, Bata-Csorgo Z, Kemeny L, Olah J: BRAFV600E mutation in cutaneous lesions of patients with adult Langerhans cell histiocytosis, JOURNAL OF THE EUROPEAN ACADEMY OF DERMATOLOGY AND VENEREOLOGY 29: (6) pp. 1205–1211, 2015.
- Szabo K, Bata-Csorgo Z, Dallos A, Bebes A, Francziszti L, Dobozy A, Kemeny L, Szell M: Regulatory Networks Contributing to Psoriasis Susceptibility, ACTA DERMATO-VENEREOLOGICA 94: (4) pp. 380–385, 2014.
- Manczinger M, Kemeny L: Novel factors in the pathogenesis of psoriasis and potential drug candidates are found with systems biology approach, PLOS ONE 8: (11) p. e80751, 2013.
- Szabó K, Tax G, Teodorescu-Brinzeu D, Koreck A, Kemény L: TNFα gene polymorphisms in the pathogenesis of acne vulgaris, ARCHIVES OF DERMATOLOGICAL RESEARCH 303: (1) pp. 19–27, 2011.
- Nagy I, Pivarcsi A, Kis K, Koreck A, Bodai L, McDowell A, Seltmann H, Patrick S, Zouboulis CC, Kemeny L: Propionibacterium acnes and lipopolysaccharide induce the expression of antimicrobial peptides and proinflammatory cytokines/chemokines in human sebocytes, MICROBES AND INFECTION 8: (8) pp. 2195–2205, 2006.
- Pivarcsi A, Nagy I, Koreck A, Kenderessy-Szabó A, Széll M, Dobozy A, Kemény L: Microbial compounds induce the expression of pro-inflammatory cytokines, chemokines and human beta-defensin-2 in vaginal epithelial cells, MICROBES AND INFECTION 7: (9-10) pp. 1117–1127, 2005.
- Nagy I, Pivarcsi A, Koreck A, Széll M, Urbán E, Kemény L: Distinct strains of Propionibacterium acnes induces selective human ?-defensin-2 and interleukin-8 expression in human keratinocytes through Toll-like receptors, JOURNAL OF INVESTIGATIVE DERMATOLOGY 124: (5) pp. 931–938, 2005.
- Pivarcsi A, Bodai L, Rethi B, Kenderessy Szabo A, Koreck A, Szell M, Beer Z, Bata Csorgo Z, Magocsi M, Rajnavolgyi E, Dobozy A, Kemeny L: Expression and function of Toll-like receptors 2 and 4 in human keratinocytes, INTERNATIONAL IMMUNOLOGY 15: (6) pp. 721–730, 2003.